# Speak Now World Tour
Lo Speak Now World Tour è stato il secondo tour di concerti della cantautrice statunitense Taylor Swift, a supporto del suo terzo album in studio Speak Now (2010).
Il tour, è partito il 9 febbraio 2011 da Singapore. Ha toccato 6 tappe asiatiche per poi sbarcare in Europa nel mese di marzo. Gli show per le date americane sono partiti il 27 maggio da Omaha e, dopo aver attraversato tutto il Nord America, il tour è terminato il 22 novembre 2011 a New York.. Il tour si è concluso poi con concerti in Australia e Nuova Zelanda.
"Sono emozionatissima di ritornare in tournée per il 2011! Il 'Fearless Tour' è stato divertentissimo e persino più indimenticabile di quanto avessi mai potuto immaginare, quindi non vedo l'ora di partire ed interpretare la mia nuova musica dall'album Speak Now! I fan sono stati incredibili e ho i brividi all'idea di esibirmi in nuove città in tutto il mondo e incontrare un numero ancora maggiore di fan nel corso del 2011!"

## Scaletta del tour

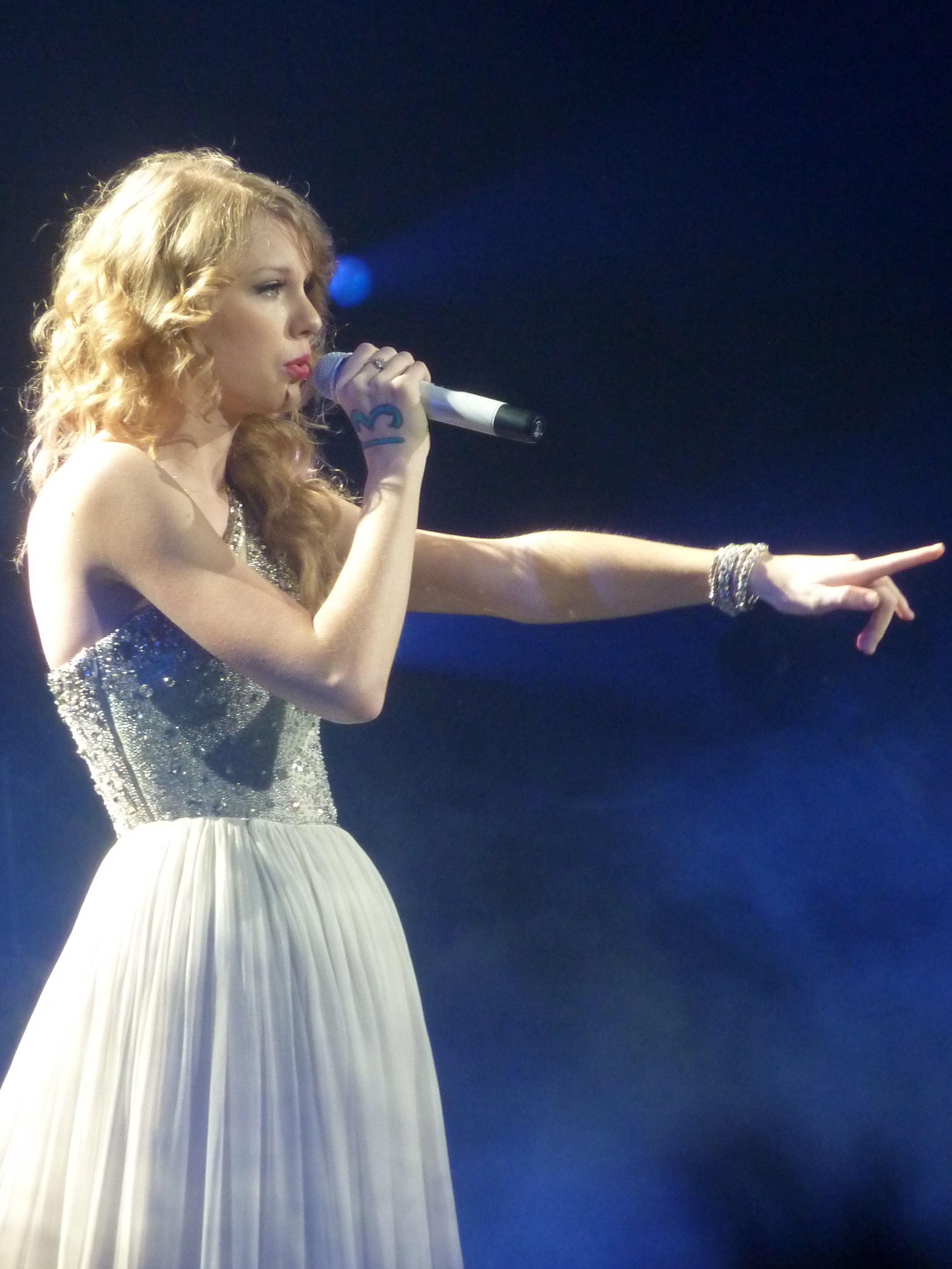
Taylor Swift in concerto a Parigi.

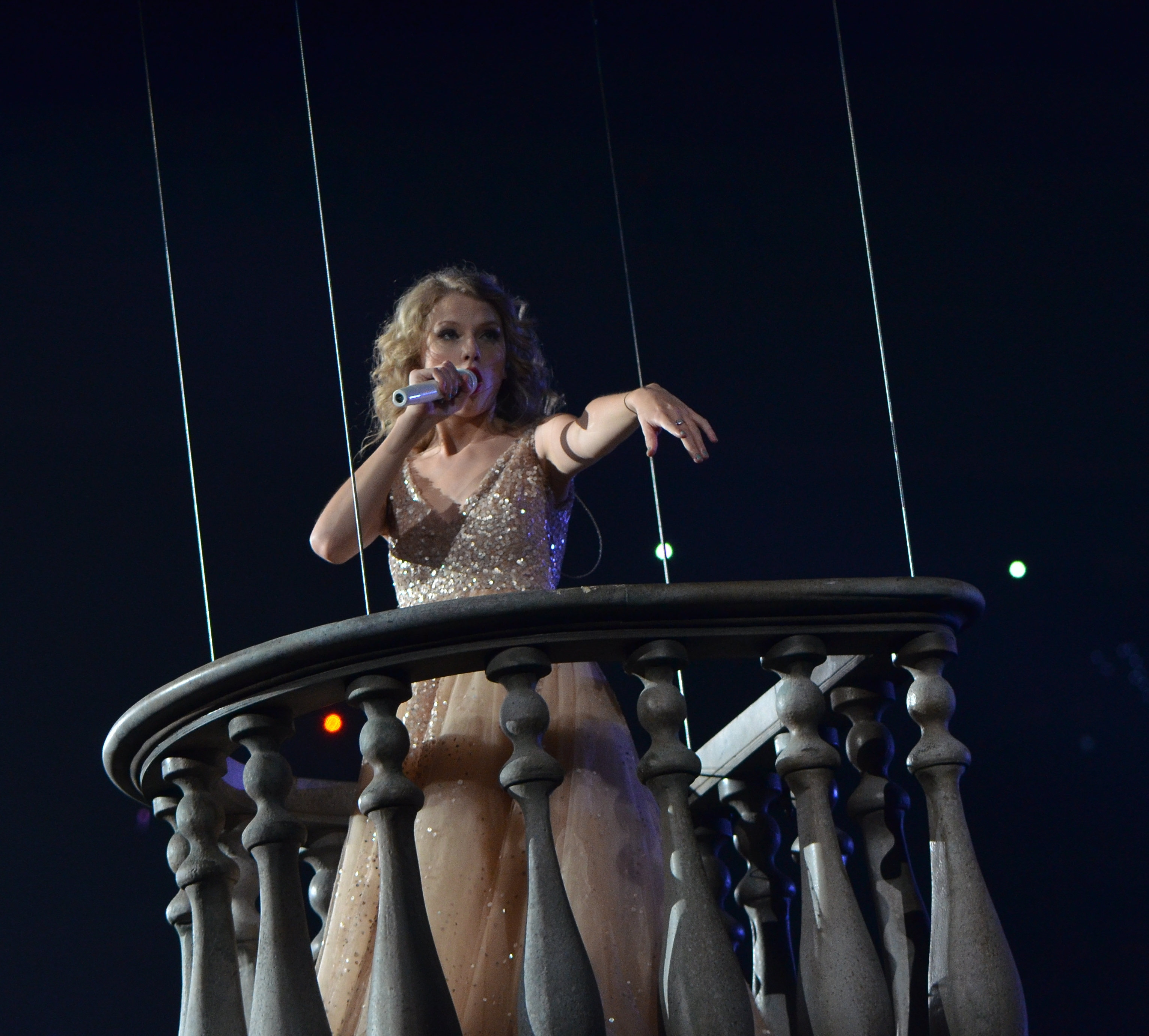
Taylor Swift interpreta "Love Story" durante un concerto in America.

### Asia ed Europa
1. Sparks Fly
2. Mine
3. The Story of Us
4. Back to December (contiene elementi di Apologize e You're Not Sorry)
5. Better than Revenge
6. Speak Now
7. Fearless (contiene elementi di Hey, Soul Sister e I'm Yours)
8. Fifteen
9. You Belong with Me
10. Dear John
11. Enchanted
12. Long Live
13. Love Story

### Nord America
1. Sparks Fly
2. Mine
3. The Story of Us
4. Our Song
5. Mean
6. Back to December (contiene elementi di Apologize e You're Not Sorry)
7. Better than Revenge
8. Speak Now
9. Fearless (contiene elementi di Hey, Soul Sister e I'm Yours)
10. Last Kiss
11. You Belong with Me
12. Dear John
13. Enchanted
14. Haunted
15. Long Live
16. Fifteen
17. Love Story

### Oceania
1. Sparks Fly
2. Mine
3. Superman (solo in alcuni concerti)
4. The Story of Us
5. Our Song
6. Mean
7. Back to December (contiene elementi di Apologize e You're Not Sorry)
8. Better than Revenge
9. Speak Now
10. Fearless (contiene elementi di Hey, Soul Sister e I'm Yours)
11. If This Was a Movie
12. Last Kiss
13. You Belong with Me
14. Dear John
15. Enchanted
16. Haunted
17. Ours
18. Long Live
19. Fifteen
20. Love Story

## Artisti d'apertura
La seguente lista rappresenta il numero correlato agli artisti d'apertura nella tabella delle date del tour.
- Sezairi Sezali[5] = 1
- Sam Concepcion[6] = 2
- Saito Johnny[7] = 3
- Tom Dice[8] = 4
- Martin & James[9] = 5
- Emma Marrone[10] = 6
- The Bright[11] = 7
- Ryan Sheridan[12] = 8
- Needtobreathe = 9
- Hot Chelle Rae[13] = 10

## Date
| Data              | Città             | Stato         | Luogo                         | Artisti d'apertura | Biglietti (venduti / disponibili) | Incasso      |
| Asia              | Asia              | Asia          | Asia                          | Asia               | Asia                              | Asia         |
| ----------------- | ----------------- | ------------- | ----------------------------- | ------------------ | --------------------------------- | ------------ |
| 9 febbraio 2011   | Singapore         | Singapore     | Singapore Indoor Stadium      | 1                  | 8.964 / 8.964                     | $916.850     |
| 11 febbraio 2011  | Seul              | Corea del Sud | Olympic Gymnastics Arena      | N.D.               | 4.725 / 4.725                     | $385.374     |
| 13 febbraio 2011  | Osaka             | Giappone      | Osaka-jō Hall                 | N.D.               | 6.953 / 6.953                     | $758.113     |
| 16 febbraio 2011  | Tokyo             | Giappone      | Nippon Budokan                | N.D.               | 15.955 / 15.955                   | $1.738.227   |
| 17 febbraio 2011  | Tokyo             | Giappone      | Nippon Budokan                | N.D.               | 15.955 / 15.955                   | $1.738.227   |
| 19 febbraio 2011  | Quezon City       | Filippine     | Smart Araneta Coliseum        | 2                  | 12.667 / 12.667                   | $859.037     |
| 21 febbraio 2011  | Hong Kong         | Hong Kong     | AsiaWorld–Arena               | 3                  | 12.573 / 12.573                   | $1.030.633   |
| Europa            |                   |               |                               |                    |                                   |              |
| 6 marzo 2011      | Bruxelles         | Belgio        | Forest National               | 4                  | 4.622 / 4.622                     | $219.212     |
| 7 marzo 2011      | Rotterdam         | Paesi Bassi   | Ahoy Rotterdam                | 4                  | 4.799 / 4.799                     | $248.314     |
| 9 marzo 2011      | Oslo              | Norvegia      | Oslo Spektrum                 | N.D.               | 8.650 / 8.650                     | $815.246     |
| 12 marzo 2011     | Oberhausen        | Germania      | König Pilsener Arena          | 5                  | 6.082 / 6.082                     | $370.028     |
| 15 marzo 2011     | Assago            | Italia        | Mediolanum Forum              | 6                  | 3.421 / 5.585                     | $153.303     |
| 17 marzo 2011     | Parigi            | Francia       | Zénith di Parigi              | N.D.               | 3.598 / 3.598                     | $201.781     |
| 19 marzo 2011     | Madrid            | Spagna        | Palacio de Deportes           | 7                  | 3.962 / 3.962                     | $251.864     |
| 22 marzo 2011     | Birmingham        | Regno Unito   | LG Arena                      | 5                  | 9,339 / 9,339                     | $508.854     |
| 25 marzo 2011     | Belfast           | Regno Unito   | Odyssey Arena                 | 8                  | 8.058 / 8.058                     | $379.001     |
| 27 marzo 2011     | Dublino           | Irlanda       | The O2                        | 8                  | 8.681 / 8.681                     | $419.806     |
| 29 marzo 2011     | Manchester        | Regno Unito   | Manchester Evening News Arena | 5                  | 10.488 / 11.622                   | $580.558     |
| 30 marzo 2011     | Londra            | Regno Unito   | The O2 Arena                  | 5                  | 15.381 / 15.681                   | $891.152     |
| Nord America      |                   |               |                               |                    |                                   |              |
| 27 maggio 2011    | Omaha             | Stati Uniti   | Qwest Center Omaha            | 9                  | 26.992 / 26.992                   | $1.717.104   |
| 28 maggio 2011    | Omaha             | Stati Uniti   | Qwest Center Omaha            | 9                  | 26.992 / 26.992                   | $1.717.104   |
| 29 maggio 2011    | Des Moines        | Stati Uniti   | Wells Fargo Arena             | 9                  | 13.149 / 13.149                   | $862.771     |
| 2 giugno 2011     | Sunrise           | Stati Uniti   | BankAtlantic Center           | 9                  | 24.077 / 24.077                   | $1.582.951   |
| 3 giugno 2011     | Sunrise           | Stati Uniti   | BankAtlantic Center           | 9                  | 24.077 / 24.077                   | $1.582.951   |
| 4 giugno 2011     | Orlando           | Stati Uniti   | Amway Center                  | 9                  | 12.262 / 12.262                   | $791.980     |
| 7 giugno 2011     | Columbus          | Stati Uniti   | Nationwide Arena              | 9                  | 14.817 / 14.817                   | $955.259     |
| 8 giugno 2011     | Milwaukee         | Stati Uniti   | Bradley Center                | 9                  | 13.748 / 13.748                   | $897.042     |
| 11 giugno 2011    | Detroit           | Stati Uniti   | Ford Field                    | 9                  | 47.992 / 47.992                   | $3.453.549   |
| 14 giugno 2011    | Saint Paul        | Stati Uniti   | Xcel Energy Center            | 9                  | 28.977 / 28.977                   | $1.913.737   |
| 15 giugno 2011    | Saint Paul        | Stati Uniti   | Xcel Energy Center            | 9                  | 28.977 / 28.977                   | $1.913.737   |
| 18 giugno 2011    | Pittsburgh        | Stati Uniti   | Heinz Field                   | 9                  | 52.099 / 52.099                   | $4.009.118   |
| 21 giugno 2011    | Buffalo           | Stati Uniti   | HSBC Arena                    | 9                  | 14.487 / 14.487                   | $966.749     |
| 22 giugno 2011    | Hartford          | Stati Uniti   | XL Center                     | 9                  | 12.436 / 12.436                   | $810.165     |
| 25 giugno 2011    | Foxborough        | Stati Uniti   | Gillette Stadium              | 9                  | 110.800 / 110.800                 | $8.026.360   |
| 26 giugno 2011    | Foxborough        | Stati Uniti   | Gillette Stadium              | 9                  | 110.800 / 110.800                 | $8.026.360   |
| 30 giugno 2011    | Greensboro        | Stati Uniti   | Greensboro Coliseum           | 9                  | 17.789 / 17.789                   | $990.701     |
| 1º luglio 2011    | Knoxville         | Stati Uniti   | Thompson–Boling Arena         | 9                  | 13.754 / 13.754                   | $903.875     |
| 14 luglio 2011    | Montréal          | Canada        | Centre Bell                   | 9                  | 16.439 / 16.439                   | $1.254.230   |
| 15 luglio 2011    | Toronto           | Canada        | Air Canada Centre             | 9                  | 34.144 / 34.144                   | $3.036.000   |
| 16 luglio 2011    | Toronto           | Canada        | Air Canada Centre             | 9                  | 34.144 / 34.144                   | $3.036.000   |
| 19 luglio 2011    | Newark            | Stati Uniti   | Prudential Center             | 9                  | 56.487 / 56.487                   | $3.875.463   |
| 20 luglio 2011    | Newark            | Stati Uniti   | Prudential Center             | 9                  | 56.487 / 56.487                   | $3.875.463   |
| 23 luglio 2011    | Newark            | Stati Uniti   | Prudential Center             | 9                  | 56.487 / 56.487                   | $3.875.463   |
| 24 luglio 2011    | Newark            | Stati Uniti   | Prudential Center             | 9                  | 56.487 / 56.487                   | $3.875.463   |
| 28 luglio 2011    | Grand Rapids      | Stati Uniti   | Van Andel Arena               | 9                  | 11.012 / 11.012                   | $724.854     |
| 29 luglio 2011    | Indianapolis      | Stati Uniti   | Conseco Fieldhouse            | 9                  | 13.329 / 13.329                   | $877.175     |
| 30 luglio 2011    | Cleveland         | Stati Uniti   | Quicken Loans Arena           | 9                  | 14.873 / 14.873                   | $976.954     |
| 2 agosto 2011     | Washington        | Stati Uniti   | Verizon Center                | 9                  | 29.303 / 29.303                   | $2.068.789   |
| 3 agosto 2011     | Washington        | Stati Uniti   | Verizon Center                | 9                  | 29.303 / 29.303                   | $2.068.789   |
| 6 agosto 2011     | Filadelfia        | Stati Uniti   | Lincoln Financial Field       | 9                  | 51.395 / 51.395                   | $4.268.678   |
| 9 agosto 2011     | Rosemont          | Stati Uniti   | Allstate Arena                | 9                  | 26.112 / 26.112                   | $1.909.603   |
| 10 agosto 2011    | Rosemont          | Stati Uniti   | Allstate Arena                | 9                  | 26.112 / 26.112                   | $1.909.603   |
| 13 agosto 2011    | Saint Louis       | Stati Uniti   | Scottrade Center              | 9                  | 27.965 / 27.965                   | $1.850.159   |
| 14 agosto 2011    | Saint Louis       | Stati Uniti   | Scottrade Center              | 9                  | 27.965 / 27.965                   | $1.850.159   |
| 18 agosto 2011    | Edmonton          | Canada        | Rexall Place                  | 9                  | 25.336 / 25.336                   | $2.136.270   |
| 19 agosto 2011    | Edmonton          | Canada        | Rexall Place                  | 9                  | 25.336 / 25.336                   | $2.136.270   |
| 23 agosto 2011    | Los Angeles       | Stati Uniti   | Staples Center                | 9                  | 54.900 / 54.900                   | $3.927.154   |
| 24 agosto 2011    | Los Angeles       | Stati Uniti   | Staples Center                | 9                  | 54.900 / 54.900                   | $3.927.154   |
| 27 agosto 2011    | Los Angeles       | Stati Uniti   | Staples Center                | 9                  | 54.900 / 54.900                   | $3.927.154   |
| 28 agosto 2011    | Los Angeles       | Stati Uniti   | Staples Center                | 9                  | 54.900 / 54.900                   | $3.927.154   |
| 1º settembre 2011 | San Jose          | Stati Uniti   | HP Pavilion                   | 9                  | 24.827 / 24.827                   | $1.825.448   |
| 2 settembre 2011  | San Jose          | Stati Uniti   | HP Pavilion                   | 9                  | 24.827 / 24.827                   | $1.825.448   |
| 3 settembre 2011  | Sacramento        | Stati Uniti   | Power Balance Pavilion        | 9                  | 12.432 / 12.432                   | $934.326     |
| 6 settembre 2011  | Portland          | Stati Uniti   | Rose Garden                   | 9                  | 13.610 / 13.610                   | $903.445     |
| 7 settembre 2011  | Tacoma            | Stati Uniti   | Tacoma Dome                   | 9                  | 19.904 / 19.904                   | $1.289.430   |
| 10 settembre 2011 | Vancouver         | Canada        | Rogers Arena                  | 9                  | 26.030 / 26.030                   | $2.190.680   |
| 11 settembre 2011 | Vancouver         | Canada        | Rogers Arena                  | 9                  | 26.030 / 26.030                   | $2.190.680   |
| 16 settembre 2011 | Nashville         | Stati Uniti   | Bridgestone Arena             | 9                  | 28.178 / 28.178                   | $1.841.134   |
| 17 settembre 2011 | Nashville         | Stati Uniti   | Bridgestone Arena             | 9                  | 28.178 / 28.178                   | $1.841.134   |
| 20 settembre 2011 | Bossier City      | Stati Uniti   | CenturyTel Center             | 9                  | 11.510 / 11.510                   | $728.546     |
| 21 settembre 2011 | Tulsa             | Stati Uniti   | BOK Center                    | 9                  | 12.546 / 12.546                   | $907.573     |
| 24 settembre 2011 | Kansas City       | Stati Uniti   | Arrowhead Stadium             | 9                  | 48.562 / 48.562                   | $3.148.046   |
| 27 settembre 2011 | Denver            | Stati Uniti   | Pepsi Center                  | 9                  | 12.908 / 12.908                   | $834.916     |
| 28 settembre 2011 | Salt Lake City    | Stati Uniti   | EnergySolutions Arena         | 9                  | 13.720 / 13.720                   | $896.946     |
| 1º ottobre 2011   | Atlanta           | Stati Uniti   | Philips Arena                 | 9                  | 26.244 / 26.244                   | $1.726.661   |
| 2 ottobre 2011    | Atlanta           | Stati Uniti   | Philips Arena                 | 9                  | 26.244 / 26.244                   | $1.726.661   |
| 4 ottobre 2011    | North Little Rock | Stati Uniti   | Verizon Arena                 | 9                  | 13.566 / 13.566                   | $856.123     |
| 5 ottobre 2011    | New Orleans       | Stati Uniti   | New Orleans Arena             | 9                  | 12.943 / 12.943                   | $830.289     |
| 8 ottobre 2011    | Arlington         | Stati Uniti   | Cowboys Stadium               | 9                  | 55.451 / 55.451                   | $4.337.062   |
| 11 ottobre 2011   | Louisville        | Stati Uniti   | KFC Yum! Center               | 9                  | 14.848 / 14.848                   | $1.003.828   |
| 14 ottobre 2011   | Lubbock           | Stati Uniti   | United Spirit Arena           | 9                  | 10.419 / 10.419                   | $710.426     |
| 15 ottobre 2011   | Oklahoma City     | Stati Uniti   | Chesapeake Energy Arena       | 9                  | 11.592 / 11.592                   | $758.364     |
| 20 ottobre 2011   | San Diego         | Stati Uniti   | Valley View Casino Center     | 9                  | 10.834 / 10.834                   | $792.634     |
| 21 ottobre 2011   | Glendale          | Stati Uniti   | Jobing.com Arena              | 9                  | 27.029 / 27.092                   | $1.826.025   |
| 22 ottobre 2011   | Glendale          | Stati Uniti   | Jobing.com Arena              | 9                  | 27.029 / 27.092                   | $1.826.025   |
| 25 ottobre 2011   | San Antonio       | Stati Uniti   | AT&T Center                   | 9                  | 13.851 / 13.851                   | $901.535     |
| 26 ottobre 2011   | Austin            | Stati Uniti   | Frank Erwin Center            | 9                  | 11.999 / 11.999                   | $752.078     |
| 29 ottobre 2011   | Lexington         | Stati Uniti   | Rupp Arena                    | 9                  | 16.237 / 16.237                   | $1.041.935   |
| 30 ottobre 2011   | Memphis           | Stati Uniti   | FedExForum                    | 9                  | 12.604 / 12.604                   | $820.036     |
| 5 novembre 2011   | Houston           | Stati Uniti   | Minute Maid Park              | 9                  | 42.905 / 42.905                   | $3.425.756   |
| 11 novembre 2011  | Jacksonville      | Stati Uniti   | Jacksonville Arena            | 9                  | 11.785 / 11.785                   | $749.099     |
| 12 novembre 2011  | Tampa             | Stati Uniti   | St. Pete Times Forum          | 9                  | 13.695 / 13.695                   | $914.300     |
| 13 novembre 2011  | Miami             | Stati Uniti   | American Airlines Arena       | 9                  | 12.153 / 12.153                   | $786.804     |
| 16 novembre 2011  | Charlotte         | Stati Uniti   | Time Warner Cable Arena       | 9                  | 14.272 / 14.272                   | $920.903     |
| 17 novembre 2011  | Raleigh           | Stati Uniti   | RBC Center                    | 9                  | 13.567 / 13.567                   | $866.056     |
| 18 novembre 2011  | Columbia          | Stati Uniti   | Colonial Life Arena           | 9                  | 12.807 / 12.807                   | $828.231     |
| 21 novembre 2011  | New York          | Stati Uniti   | Madison Square Garden         | 9                  | 29.652 / 29.652                   | $1.988.411   |
| 22 novembre 2011  | New York          | Stati Uniti   | Madison Square Garden         | 9                  | 29.652 / 29.652                   | $1.988.411   |
| Oceania           |                   |               |                               |                    |                                   |              |
| 2 marzo 2012      | Perth             | Australia     | Burswood Dome                 | 10                 | 15.142 / 15.142                   | $1.878.530   |
| 4 marzo 2012      | Adelaide          | Australia     | Entertainment Centre          | 10                 | 8.589 / 8.589                     | $1.075.370   |
| 6 marzo 2012      | Brisbane          | Australia     | Brisbane Entertainment Centre | 10                 | 19.870 / 19.870                   | $2.416.030   |
| 7 marzo 2012      | Brisbane          | Australia     | Brisbane Entertainment Centre | 10                 | 19.870 / 19.870                   | $2.416.030   |
| 9 marzo 2012      | Sydney            | Australia     | Allphones Arena               | 10                 | 27.900 / 27.900                   | $3.420.360   |
| 10 marzo 2012     | Sydney            | Australia     | Allphones Arena               | 10                 | 27.900 / 27.900                   | $3.420.360   |
| 12 marzo 2012     | Melbourne         | Australia     | Rod Laver Arena               | 10                 | 33.793 / 33.793                   | $4.151.650   |
| 13 marzo 2012     | Melbourne         | Australia     | Rod Laver Arena               | 10                 | 33.793 / 33.793                   | $4.151.650   |
| 14 marzo 2012     | Melbourne         | Australia     | Rod Laver Arena               | 10                 | 33.793 / 33.793                   | $4.151.650   |
| 16 marzo 2012     | Auckland          | Nuova Zelanda | Vector Arena                  | 10                 | 32.585 / 32.585                   | $2.888.560   |
| 17 marzo 2012     | Auckland          | Nuova Zelanda | Vector Arena                  | 10                 | 32.585 / 32.585                   | $2.888.560   |
| 18 marzo 2012     | Auckland          | Nuova Zelanda | Vector Arena                  | 10                 | 32.585 / 32.585                   | $2.888.560   |
| Totale            | Totale            | Totale        | Totale                        | Totale             | 1.631.957 / 1.632.373 (98%)       | $123.101.131 |